# Pfeffelbach (Kuselbach)
Der Pfeffelbach, im Unterlauf auch Aalbach, ist der 11,1 km lange, linke Quellfluss des Kuselbachs in Rheinland-Pfalz, Deutschland.

## Etymologie
Der gleichnamige Ort Pfeffelbach wurde 1124 als Peflembach erstmals schriftlich erwähnt. Das Bestimmungswort leitet sich von einem althochdeutschen Personennamen *Paffilo (Genitiv *Peffilen-) ab.

## Geographie

### Verlauf
Der Pfeffelbach entspringt westlich von Reichweiler auf einer Höhe von 473 m ü. NHN. Zuerst nach Süden fließend, wendet der Bach sich nach kurzem Lauf nach Osten, wobei er die Landesgrenze vom Saarland nach Rheinland-Pfalz überquert und ihrem Verlauf kurz in etwa folgt. Anschließend durchfließt er die Ortschaft Pfeffelbach, wonach sich sein Lauf nach Nordosten richtet. Am südlichen Ortsrand von Thallichtenberg nimmt er den Bisterbach (2,85 km; 6,139 km² Einzugsgebiet) auf und wendet sich wieder nach Südosten; fortan wird er auch als Aalbach bezeichnet. Nachdem er Ruthweiler passiert hat, vereinigt sich der Pfeffelbach in Diedelkopf auf 240 m ü. NHN mit dem Bledesbach zum Kuselbach.
Nach seinem 11,1 km langen Weg mit mittlerem Sohlgefälle von 21,2 ‰ vereint sich der Pfeffelbach 233 Höhenmeter unterhalb seines Ursprungs mit dem anderen Kuselbach-Oberlauf. Er entwässert ein etwa 27,8 km² großes Einzugsgebiet über Kuselbach, Glan, Nahe und Rhein zur Nordsee.

### Gewässernamen und -zuordnung
Das unterste, 3,2 km lange Teilstück des Flusses, von der Mündung des Bisterbachs (285 m ü. NHN – ) am südlichen Ortsrand von Thallichtenberg bis zur Mündung in Diedelkopf trägt in anderen Quellen auch den eigenen Namen Aalbach. So heißt das direkt am Bach gelegene Sportgelände der ehemaligen SG Blaubach-Diedelkopf Aalbach-Stadion. Nach der amtlichen Gewässerordnung wird dagegen das gesamte untere Teilstück des Pfeffelbachs einschließlich des Aalbachs von 5,6 km Länge schon dem Kuselbach zugeordnet. Der Kuselbach entspringt demnach aus einer eigenen Quelle (395 m ü. NHN – ) etwa 1,6 km südlich der Ortschaft Pfeffelbach, während der Pfeffelbach selbst bereits nach 5,3 km am östlichen Ortsrand auf 305 m ü. NHN als linker Nebenfluss in den Kuselbach mündet.

### Bachsystem
Hierarchische Liste einer Auswahl der Zuflüsse, jeweils vom Ursprung zur Mündung. Die Namen sind aus der amtlichen topographischen Karte entnommen oder aus den dort eingetragenen Namen mit Gewässerbezug erschlossen.
- Aalbach (Unterlaufname)
  - Pfeffelbach, linker Oberlauf des Aalbachs
    - Weiswieserbach, rechter Oberlauf
    - Würrerbach, linker Oberlauf
    - (Bach vom Gewann Oben im Hofweiher), von rechts
    - Oderbach, von links
      - Borbach, von rechts

    - Hasenbach, von rechts
      - (Bach vom Waldgewann Höhwies), von rechts

    - Horbach, von links
    - (Bach aus dem Behrweiler Grund), von links

  - Hesselbach, linker Oberlauf des Aalbachs
    - Bisterbach, linker Oberlauf
    - Löschbach, rechter Oberlauf
    - Kurzebach, von links

  - Schehlgraben, von rechts

## Gewässerzustand
Der Pfeffelbach zählt zu den feinmaterialreichen, karbonatischen Mittelgebirgsbächen (Typ 6). Seine Gewässerstrukturgüte wird oberhalb von Pfeffelbach bis auf einige Abschnitte mit stark bis vollständig verändert angegeben. Unterhalb von Pfeffelbach ist die Gewässerstruktur mit gering bis stark verändert deutlich besser eingestuft. Die Gewässergüte wird bis Pfeffelbach mit kritisch belastet, unterhalb davon bis Ruthweiler mit mäßig belastet und im Unterlauf wird die Gewässergüte mit gering belastet angegeben.